# Bosanska Posavina
Bosanska Posavina je oblast na sjeveru Republike Srpske i BiH, uz desnu obalu rijeke Save, koju ograničavaju planine Motajica na sjeverozapadu, Krnjin i Trebava na jugu, i Majevica na jugoistoku.
Kao što je to slučaj sa mnogim drugim predionim cjelinama i njihovim nazivima, ni pod imenom Posavina ne podrazumijeva se uvijek ista površina. Gore opisane granice predstavljaju Bosansku Posavinu u širem smislu, dok u užem smislu ona podrazumijeva nisko zemljište na desnoj strani Save počevši od Šamca, odnosno od donjeg toka rijeke Bosne, pa dalje na istok. U samoj Posavini kažu da je Posavina samo ona površina što je plavi Sava, dakle, uzan pojas niskog zemljišta pored Save, a između Šamca i Brčkog. Stanovnike predjela na lijevoj strani rijeke Bosne, ovi iz Bosanske Posavine zovu Prekobošnjaci ili Prekobosanci, a taj kraj je Vučijak. Južno od Posavine su im, u Trebavi i podgorini Majevice uopšte, Brđani ili Brdnjaci, čija se oblast uopšte zove Brda. Na istoku od Posavine je Semberija. Stariji ljudi su oblast preko Save zvali Njemačka.

## Prirodno-geografske karakteristike
Morfološki ovoj oblasti pripadaju tri prirodnogeografska pojasa: niska Posavina, posavsko pobrđe i planinski pojas.
Niska Posavina pripada dnu južnog oboda Panonske nizije. To je prostor aluvijalnih ravni kvartarne posavske zone sa makro i mezo plavinama. Najveće plavine nastale su u donjim tokovima desnih pritoka Save (šamačka Posavina uz rijeku Bosnu, Ivanjsko polje uz Ukrinu).Za mezo i makro plavine vezane su niske ocjedite terase. Preovlađujući tip zemljišta je crnica, slična ruskom černozemu. To je veoma plodno zemljište, bogato humusnim materijalom, jer su padavine oskudne u krajevima u kojima se nalazi. U profilu ovog zemljišta zapaža se gornji sloj tamnije boje i donji sloj žućkastosive boje, siromašniji humusom. Na crnici dobro uspijevaju žita i industrijske kulture. Ova oblast je, inače, prostor plodnih oraničnih površina koje su intenzivno obrađene i gusto naseljene.
Na prostor niske Posavine nadovezuje se posavsko pobrđe. To je nešto viši pojas, građen od tercijarno-kvartarnih zaravni koje su raščlanjene riječnim dolinama u valovite stijene. U sastav posavskog pobrđa ulaze i niske planine Vučijak (359 m) i manjim dijelom Krnjin (351 m), građene od flišnih naslaga. Riječne doline imaju preovlađujući tip tla zvani smonica. Ima zagasitomrku boju, glinasto je i veoma zbijeno zemljište, ljepljivo kad je vlažno i ispucalo za vrijeme suše. Plodnost mu je dobra, ali ipak slabija od crnice. Dobro je za gajenje kukuruza i voća. Na brežuljcima su razvijene gajnjače. To je smeđe ili crvenkasto zemljište sa dosta humusnih materija, pogodno za voćnjake i vinograde. U kulturnom pejsažu ove oblasti preovladavaju oranične površine nad livadama i pašnjacima. I ovaj dio regije je gusto naseljen.
Južno od pobrđa nalazi se planinski pojas koji obuhvata planinu Trebavu (655 m) i sjeveroistočni dio Majevice (842 m). Ovo je površinski najmanji prostor, u osnovi građen od starih vulkanskih stijena, pokrivenih mlađim naslagama. Područje niskih planina pretežno je sa rastresitim tlom sivopepeljaste boje zvanim pepeljuša ili podzol, nastalim ispiranjem humusa iz crnice. Ovo tlo inače dobija više padavina od ostalih tipova tla, a šuma mu je prirodna vegetacija. Oblast se odlikuje bujnim šumama i pašnjacima. Veoma je rijetko naseljena za razliku od prethodna dva pojasa.

## Stanovništvo
U Bosanskoj Posavini, na teritoriji opština Šamac, Brod, Modriča, Odžak, Orašje, Derventa, Gradačac, Brčko i dijelu opštine Doboj, po posljednjem relevantnom popisu stanovništva iz 1991, živjelo je 393.050 stanovnika:
- Hrvati — 134.445 (34,21%)
- Srbi — 115.460 (29,38%)
- Muslimani — 113.251 (28,81%)
- Jugosloveni — 19.123 (4,87%)

Po Dejtonskom sporazumu, ovo područje podijeljeno je između Republike Srpske i Federacije BiH.
Po popisu iz 1991. dio Posavine koji je pripao Republici Srpskoj imao je 261.558 stanovnika:
- Srbi - 102.793 (39,30%)
- Hrvati - 74.023 (28,30%)
- Muslimani - 58.928 (22,53%)
- Jugosloveni - 15.787 (6,04%)

Po popisu iz 1991. u federalnom dijelu Posavine bilo je 131.501 stanovnika:
- Hrvati - 60.422 (45,95%)
- Muslimani - 54.323 (41,31%)
- Srbi - 12.673 (9,64%)
- Jugosloveni - 3.336 (2,54%)

Najveći dio Bosanske Posavine pripao je Republici Srpskoj, i to sljedeće opštine: 
- Opština Derventa (kompletna predratna opština Derventa)
- Opština Brod (predratna opština Bosanski Brod)
- Opština Modriča (kojoj su pripojena naselja Krčevljani, Skugrić Donji, Gornje Krečane, Jasenica i Tolisa iz predratne opštine Gradačac, a naselja Pećnik, Jakeš i Modrički Lug danas pripadaju opštini Vukosavlje)
- Opština Vukosavlje (koju čine naselja Pećnik, Jakeš i Modrički Lug iz predratne opštine Modriča, te naselja Gnionica i Jošavica iz predratne opštine Odžak)
- Opština Šamac (predstavlja predratnu opštinu Bosanski Šamac bez naselja Prud, Domaljevac, Bazik i najvećeg dijela naselja Grebnice)
- Opština Pelagićevo (koju čine naselja Pelagićevo, Njivak, Orlovo Polje, Blaževac, Donja Tramošnica, Gornja Tramošnica, Porebrice, Samarevac i Turić iz predratne opštine Gradačac)
- Opština Donji Žabar (koju čine naselja Donji Žabar, Čović Polje, Lončari i Jenjić iz predratne opštine Orašje)
- Dio Brčko distrikta koji pripada Republici Srpskoj sa naseljima: Brčko, Buzekara, Vučilovac, Krepšić, Gorice, Grbavica, Gredice, Brezik, Stanovi, Krbeta, Ražljevo, Popovo Polje, Slijepčevići, Sandići, Trnjaci, Brezovo Polje, Brezovo Polje Selo, Dubravice Gornje, Omerbegovača, Brod, Ulice, Laništa, Marković Polje, Čađavac, Vukšić Gornji, Vukšić Donji, Potočari, Donji Rahić.
- Sjeverni dio opštine Doboj na planinama Trebavi, Vučijaku i dijelom Krnjinu, sa naseljima: Kožuhe, Osječani, Bušletić, Čivčije Osječanske, Zelinja Gornja, Skipovac Gornji, Skipovac Donji, Paležnica Gornja, Paležnica Donja, Sjenina, Sjenina Rijeka, Porječje, Grapska Gornja, Grapska Donja, Glogovica, Podnovlje, Božinci Donji, Trnjani, Majevac, Ritešić, Komarica, Vranduk, Bukovac, Foča, Kotorsko, Johovac, Čivčije Bukovičke, Bukovica Velika, Kladari, Opsine, Zarjača, Prnjavor Veliki, Prnjavor Mali.

Federaciji BiH pripale su opštine:
- Opština Odžak (predratna opština Odžak kojoj je pripojeno naselje Prud iz predratne opštine Bosanski Šamac, a izdvojena naselja Gnionica i Jošavica koja danas pripadaju opštini Vukosavlje u Republici Srpskoj)
- Opština Orašje (predratna opština Orašje bez naselja Donji Žabar, Čović Polje, Lončari i Jenjić, koji danas čine opštinu Donji Žabar u Republici Srpskoj)
- Opština Domaljevac-Šamac (kojoj pripadaju naselja Domaljevac, Bazik i najveći dio naselja Grebnice iz predratne opštine Bosanski Šamac)
- Opština Gradačac (predratna opština Gradačac bez naselja Pelagićevo, Njivak, Orlovo Polje, Blaževac, Donja Tramošnica, Gornja Tramošnica, Porebrice, Samarevac i Turić koja danas pripadaju opštini Pelagićevo u Republici Srpskoj, bez naselja Skugrić Donji, Tolisa, Krčevljani, Jasenica i Gornje Krečane koje pripadaju opštini Modriča u Republici Srpskoj, i bez naselja Zelinja Gornja koja danas pripada opštini Doboj u Republici Srpskoj)
- Dio Brčko distrikta koji pripada Federaciji BiH sa naseljima: Bijela, Boće, Boderište, Brka, Bukovac, Bukvik Gornji, Bukvik Donji, Cerik, Čande, Čoseta, Donji Zovik, Gornji Zovik, Dubrave, Dubravice Donje, Gajevi, Gornji Rahić, Islamovac, Lukavac, Maoča, Ograđenovac, Palanka, Rašljani, Repino Brdo, Skakava Donja, Skakava Gornja, Šatorovići, Štrepci, Ulović, Vitanovići Donji, Vitanovići Gornji, Vujičići.

## Literatura
- Мргић, Јелена (2008). Северна Босна: 13-16. век. Београд: Историјски институт.
- Мала енциклопедија Просвета (3 изд.). Београд: Просвета. 1985. ISBN 978-86-07-00001-2. Недостаје или је празан параметар |title= (помоћ)
- Марковић, Јован Ђ. (1990). Енциклопедијски географски лексикон Југославије. Сарајево: Свјетлост. ISBN 978-86-01-02651-3.